# Непіддатливі
«Непіддатливі» (рос. «Неподдающиеся») — російський радянський художній фільм, знятий в 1959 році режисером Юрієм Чулюкіним на кіностудії« Мосфільм». Весела історія «війни» комсомолки-активістки і двох заводських хлопців, які ніяк не бажають піддаватися вихованню. У результаті вони виявляються хорошими хлопцями, гідними поваги і навіть кохання.

## Сюжет
Через двох недолугих і легковажних веселунів мучиться ціла молодіжна бригада. Невдача хлопців у тому, що вони не бачать відмінностей між жовтенятами і підшефними хуліганами. Перевиховати двох телепнів довірено комсомолці Наді (Надія Румянцева). Надія береться за перевиховання з справжнім ентузіазмом, вона водить друзів на лекції про мешканців морського дна, читає їм «Обломова», пробує відучити їх пити і курити. Але після того як «не підлягають» обводять її кілька разів навколо пальця, Надя усвідомлює, що звичайні методи тут не підходять. Але взявшись за справу, Надія заодно і подорослішала.

## У фільмі знімалися
- Надія Рум'янцева — Надя Берестова
- Юрій Бєлов — Толя Грачкін
- Олексій Кожевников — Вітя Громобоєв
- Валентин Козлов — Володя Яковлєв
- Віра Карпова — Роза Каткова
- Світлана Харитонова — Ліза Кукушкіна, подруга Наді
- В. Єгоров — Льоня Бутусов, комсорг
- Юрій Нікулін — Василь Клячкін
- Костянтин Нассонов — Андрій Ілліч Баришев, директор заводу
- Іван Каширін — Іван Гнатович Ватагін, майстер цеху
- Ніна Агапова — масовик-витівник
- Євген Бикадоров — тренер зі стрибків у воду
- Лілія Гриценко — мама Наді
- Віктор Терехов — Петро, «Ваша бригада-тю-тю!»
- Володимир Землянікін — Зернов, член заводського комітету ВЛКСМ
- Сергій Філіппов — міліціонер
- Микола Курочкін — лектор, читає лекцію про раків
- Саша Смирнов — хлопчик, який приніс різець
- Леонід Маренніков — сторож заводу
- А. Кузнєцов — епізод
- Зінаїда Тараховська — епізод
- Володимир Піцек — офіціант, (немає в титрах)
- Маргарита Жарова — Соня, дружина Клячкіна, (немає в титрах)
- Віктор Селезньов — комсомолець на зборах, (немає в титрах)
- Юрій Перов — ремісник біля каси, (немає в титрах)